# Hey ho chingón
Hey ho chingón es el tercer álbum del grupo valenciano de hardrock-mariachi La Pulquería. Se trata del primer disco en directo del grupo, fue grabado durante los conciertos que ofrecieron en Fuengirola y la Sala Greenspace de Valencia. Incluye canciones de sus dos discos anteriores y cuatro temas nuevos.

## Canciones

### Disco
1. Gran Kahuna
2. Universo Conocido
3. Always
4. Mil Esqueletos Al Sol
5. No Hay Amor
6. Morirse De Pena
7. Machetazos En El Corazón
8. El Día De Los Muertos
9. Gitano
10. El Rincón De Los Arrastrados
11. Plata o Plomo
12. Pancho Tequila
13. Mala Cara
14. Souffle D’Amour
15. La Huesuda
16. La Migra
17. Zacatecas

### DVD
1. Presentación
2. Universo Conocido
3. Always
4. Mil Esqueletos Al Sol
5. No Hay Amor
6. Morirse De Pena
7. Machuetazos En El Corazón
8. El Día De Los Muertos
9. Gitano
10. El Rincón De Los Arrastrados
11. Tan Sierto Que Paso
12. Pancho Tequila
13. Orale
14. Mala Cara
15. Souffle D’Amour
16. La Huesuda
17. La Migra
18. Morirse De Pena (Videoclip)
19. Mala Cara (Videoclip)
20. Always (Videoclip)
21. El Día De Los Muertos (Videoclip)
22. Que Bueno Sería (Videoclip)
23. Gitano (Videoclip)
24. Always (Making Off)